# Phylloporia (Pilzgattung)
Phylloporia ist eine Pilzgattung, die von den Feuerschwämmen im engeren Sinn (Phellinus s. str.) abgetrennt wurde.
Die Typusart ist Phylloporia parasitica.

## Merkmale
Die mehrjährigen Fruchtkörper sind flach am Substrat ausgebreitet bis pileat. Der zimtbraune bis dunkelbraune Hut besitzt ein weiches und dickes Tomentum über einer deutlich dünnen und dunklen Zone. Die Oberseite zeigt meist eine schmale bis breite, konzentrisch gefurchte Zonierung. Die Oberfläche der ganzrandigen, eckigen bis runden Poren sowie die Röhren sind braun gefärbt. Die hell- bis dunkelbraune und dünne Trama ist von dem dicken Filzbelag auf dem Hut mit einer deutlichen dunklen Zone abgegrenzt. Die Fruchtkörper schwärzen mit Kalilauge. Das monomitische Hyphensystem besteht aus farblosen bis hell rostbraunen und einfachen septierten, generativen Hyphen. Setae fehlen. Die elliptischen, leicht dickwandigen und im Alter hell gelblich gefärbten Sporen werden keine 5 µm groß. Die Arten der Gattung besiedeln Laubholz, oft lebende Büschen oder auffallend dünne, tote Äste an lebenden Bäumen oder auf lebenden Blättern. Phylloporia ist eine überwiegend tropische Gattung.

## Art
Für Europa wird folgende Art angegeben:
| Deutscher Name           | Wissenschaftlicher Name | Autorenzitat                                 |
| ------------------------ | ----------------------- | -------------------------------------------- |
| Stachelbeer-Feuerschwamm | Phylloporia ribis       | (Schumacher 1803 : Fries 1821) Ryvarden 1978 |